# Тьюкод
Тьюкод (венг. Tyukod) — посёлок(надькёжег) в медье Сабольч-Сатмар-Берег в Венгрии. Посёлок занимает площадь 62,22 км². По состоянию на 1 января 2010 года в посёлке проживал 1881 житель.
Ближайший населённый пункт — посёлок Порчальма. Рядом с посёлком Тьюкод протекает река Хомород.
В посёлке Тьюкод в XIV веке была построена церковь. В 1795 году на её месте построили новую церковь в стиле позднего барокко. Также достопримечательностью посёлка является неоклассический дворец барона Кальмана Урая, построенный в XIX веке.
В посёлке имеется консервный завод.

## Население
| Год  | Численность | Численность |
| ---- | ----------- | ----------- |
| 2013 | 2041        | [ 3 ]       |
| 2014 | 2029        | [ 4 ]       |
| 2015 | 2025        | [ 5 ]       |
| 2021 | 1959        | [ 6 ]       |
| 2022 | 1848        | [ 7 ]       |
| 2023 | 1846        | [ 8 ]       |
| 2024 | 1824        | [ 1 ]       |